# ソニー・ピクチャーズ エンタテインメント
ソニー・ピクチャーズ エンタテインメント（Sony Pictures Entertainment Inc.、通称: ソニー・ピクチャーズ、略称: SPE）は、アメリカの多角的娯楽企業。旧称はコロンビア・ピクチャーズ・エンターテインメント（Colombia Pictures Entertainment Inc.、CPE）。ソニーグループの子会社のソニー・エンタテインメントの子会社である。
アメリカのメジャー映画スタジオ「ビッグ5」のひとつであり、カリフォルニア州カルバーシティにあるソニー・ピクチャーズ・スタジオを拠点としている。モーション・ピクチャー・アソシエーション（MPA）のメンバーである。

## 概要
1987年、ザ コカ・コーラ カンパニーがコロンビア ピクチャーズを含む自社の娯楽部門をスピンオフし、同社が39.6%を所有していたトライスター ピクチャーズと合併させたことにより設立された。1989年、ソニーはコロンビア・ピクチャーズ・エンターテインメントを買収、1991年にソニー・ピクチャーズ エンタテインメントに改名した。
ソニーの映画、テレビ番組の制作、配給部門を包括しており、主な部門は、コロンビア ピクチャーズ、トライスター ピクチャーズ、ソニー・ピクチャーズ アニメーション、スクリーン ジェムズなどの製作スタジオを持つソニー・ピクチャーズ モーション ピクチャー グループ（SPMPG）と、自社およびジョイントベンチャーの製作会社を持つソニー・ピクチャーズ テレビジョン（SPT）。2020年度（2020年4月 - 2021年3月）の売上高は71.6億ドルと報告されている。

## 歴史

### 1987年 - 1989年
1987年9月1日、ザ コカ・コーラ カンパニーは、1982年から所有していたコロンビア ピクチャーズの資産を分離する計画を発表した。この計画では、コカ・コーラ社が39.6％の株式を保有するトライスター ピクチャーズにエンタテインメント資産を売却し、トライスターはコロンビア・ピクチャーズ・エンターテインメント（CPE）に社名を変更する。1988年初頭、トライスターの名を冠した新会社が設立され、スタジオの運営を引き継ぐことになった。
1989年9月28日、ソニーはザ コカ・コーラ カンパニーが持つCPEの全株式（約5,400万株、発行済み株式の49％）を1株あたり27ドルで購入するオプションを取得した。また、翌日、ソニーはGuber-Peters Entertainment Company, Inc.とCPEを2億ドルで買収することで合意したことを発表した。ソニーは、ピーター・グーバーとジョン・ピーターズを共同会長に採用した。これを主導したのは、当時ソニーの社長兼CEOだった大賀典雄であった。
ソニーがグーバーとピーターズをコロンビアの経営者として採用したのは、彼らがワーナー・ブラザースで交わしていた過去の契約との兼ね合いがあった。タイム・ワーナーのスティーブ・ロス会長は、契約違反の訴訟をソニーに起こすと脅した。この訴訟は、ソニーがコロンビア・ハウスの半分の権利と、コロンビアの長編映画、テレビ映画、ミニシリーズのケーブル配信権をワーナー・ブラザースに売却したことで、後に取り下げられた。 同じ契約で、コロンビアはバーバンク・スタジオの35％の権利を売却し、ワーナー・ブラザースからMGMの敷地であったロリマー・スタジオを買収した。
1989年10月31日、ソニーはニューヨーク証券取引所に上場していたCPE（NYSE：KPE）の残りの株式（51％）の友好的買収を完了し、同社の普通株式の99.3％を取得した。1989年11月8日、ソニーは、デラウェア州一般法人法に基づき、完全子会社であるソニー・コロンビア・アクイジション・コーポレーションをCPEに「略式」合併することで買収を完了した。また、ソニーは1989年11月6日にGuber-Peters Entertainment Companyの普通株式の公開買付けを行い、その3日後に同社を買収した。買収額は49億ドル（株式35.5億ドル、長期借入金14億ドル）で、日本の大手銀行である三井銀行、東京銀行、富士銀行、三菱銀行、日本興業銀行の5行が融資した。1991年8月7日、社名をソニー・ピクチャーズ エンタテインメントに変更した。

### 1990年 - 1999年
ソニーは、1998年にコロンビア ピクチャーズとトライスター ピクチャーズを合併してコロンビア・トライスター・ピクチャーズ（コロンビア・トライスター・モーション・ピクチャー・グループ）を設立し、コロンビアのテレビ部門であったスクリーン ジェムズを活性化させることで、アート系映画のためのソニー・ピクチャーズ クラシックスを設立するなど、数多くの映画製作・配給部門を設立してきた。

### 2000年 - 2009年
2005年4月8日には、ソニーを中心としたコンソーシアムが、48億米ドルのレバレッジド・バイアウトにより、メトロ・ゴールドウィン・メイヤーを、持ち株会社であるMGMホールディングス社を通じて買収し、事業を拡大した。
これにより、事実上、MGMのスタジオ名とMGMのメインスタジオの土地が再統合されたが、やや紛らわしいことに、1986年5月以前のオリジナルMGMライブラリーの大部分は、テッド・ターナーとカーク・カーコリアンのターナー・エンターテインメント・カンパニーの取引を通じてタイム・ワーナーに帰属した。1986年4月以降のMGMライブラリーは、オリオンピクチャーズのカタログのような様々なサードパーティのライブラリーの買収で構成されており、MGMの2014年の『ロボコップ』のリメイクにつながっている。

ソニー・ピクチャーズ エンタテインメントは、2000年代初頭に物議を醸した。2000年7月、ソニーのマーケティング担当者が、架空の映画評論家を作成し、ソニー・ピクチャーズの子会社であるコロンビア・ピクチャーズの作品に対して、実際の評論家の間では一般的に悪い評価を受けているのに、一貫して良い評価を与えるというものだった。その後、ソニーは広告を中止し、評論家の製作者とその上司を停職処分とし、コネチカット州と米国内でレビューされた映画を見たファンに罰金を支払った。

### 2010年 - 2019年
2012年11月18日、ソニー・ピクチャーズは公開作品『007 スカイフォール』、『アメイジング・スパイダーマン』、『21ジャンプストリート』、『メン・イン・ブラック3』、『モンスター・ホテル』、『アンダーワールド 覚醒』、『君への誓い』、『バイオハザードV リトリビューション』のヒットにより40億ドルを突破したことを発表した。2013年11月21日、SPEとソニー・エンタテインメントのCEOであるマイケル・リントンは、SPEが2014年の映画作品を削減することで、映画からテレビへと重点を移すことを発表した。同日、スパイダーマンの続編やスピンオフ作品が増えることも発表されたが、2015年2月10日、ソニー・ピクチャーズは最終的に、ディズニーのマーベル・スタジオと契約を結び、『シビル・ウォー/キャプテン・アメリカ』を皮切りに、2017年7月7日に公開された『スパイダーマン:ホームカミング』まで、スパイダーマンをマーベル・シネマティック・ユニバース（MCU）に登場させることにした。この契約により、ソニーはスパイダーマンが主役のMCU作品（『ホームカミング』やその続編『スパイダーマン:ファー・フロム・ホーム』など）の配給とクリエイティブ・コントロールを行い、ディズニーはスパイダーマンが主役でなくても登場するMCU作品を配給することになった。
2014年1月22日、SPEはテクノロジー部門を様々な事業の中核に組み込んだ。4月、ソニー・ピクチャーズは、ローンスター・キャピタルとシティバンクのクレジット・ベンチャーである LStar Capitalとの間で、SPEの映画作品の大半に数年間資金を供給するために、半分を負債で、残りを株式で、2億ドル相当の映画資金調達契約を結んだ。

同年11月、外部からのサイバー攻撃を受け、未公開の映画作品や従業員の給与などの機密情報が流出する事件が発生した。アメリカ合衆国大統領のバラク・オバマや連邦捜査局（FBI）は「朝鮮民主主義人民共和国（北朝鮮）が攻撃したものと推測できる」とした上でSPE製作で同年12月に公開を予定していた、同国第一書記である金正恩の暗殺をテーマにした映画『ザ・インタビュー』に反発したのが動機になったとのコメントを出した。
2019年11月、ソニーはAT&TからGSNの残りの42%の株式を購入し、テレビ部門の指揮下に置いた。

### 2020年 – 現在
2021年4月、ソニーはNetflixとファーストルック契約を結び、劇場での上映や家庭用メディアでのリリース後に、Netflixで自社の映画をホストできるようにした。同月、ソニーはウォルト・ディズニー・カンパニーと複数年のライセンス契約を締結し、Disney+やHuluを含むディズニーのストリーミングおよびリニア・プラットフォームでソニーの映画を配信することになった。
2020年5月28日、現代自動車との提携を発表。ソニー・ピクチャーズは2021年以降に公開する『アンチャーテッド』や『スパイダーマン:ノー・ウェイ・ホーム』など5本の映画に新モデルや技術を登場させ、現代自動車はソニーのマーケティングを大幅に支援し、両社は付随するさまざまなコンテンツ制作で協力する。
2022年2月28日、ロシアのウクライナ侵攻を受け、SPEは『モービウス』などのロシアでの新作映画公開を中止すると発表した。
2022年10月12日、ソニーとしては初めてとなるコロンビア・ピクチャーズの映画作品をテーマにしたテーマパーク「コロンビア・ピクチャーズ・アクアバース」をタイ・パタヤ近郊に開業した。
2024年6月12日、テキサス州の映画館チェーンである「アラモ・ドラフトハウス・シネマ」を買収した。独占などへの懸念から、1948年に司法省が大手の映画スタジオによる映画館チェーンの買収を禁止していたが、2020年に無効化されて以降、初めての事例となった。

## 傘下の主要企業
- ソニー・ピクチャーズ エンタテインメント (日本) - 日本法人
- ソニー・ピクチャーズ・スタジオ

### ソニー・ピクチャーズ モーション ピクチャー グループ
- コロンビア ピクチャーズ
  - ゴースト・コープ
- トライスター ピクチャーズ
  - トライスター・プロダクションズ（英語版）
- ソニー・ピクチャーズ クラシックス - インディペンデント映画等の配給
- スクリーン ジェムズ
- ソニー・ピクチャーズ・ワールドワイド・アクイジションズ（英語版）
  - アファーム フィルムズ
  - ステージ 6 フィルムズ（英語版）
  - デスティネーション・フィルムズ
- ソニー・ピクチャーズ ホームエンタテインメント - 家庭向けのBD・DVD・VHS・UMD等の販売
- ソニー・ピクチャーズ アニメーション
- ソニー・ピクチャーズ・イメージワークス - 大手VFX会社

### ソニー・ピクチャーズ テレビジョン
- ソニー・ピクチャーズ テレビジョン・キッズ
- ソニー・ピクチャーズ テレビジョン・ノンフィクション
- AXN (TVチャンネル)
- GSN - ジョパディ!、ホイール・オブ・フォーチュン (テレビ番組)などのゲーム番組の放送
- Crunchyroll - アニメ配信
- Bad Wolf

## サービス・配信
- SONY PICTURES CORE（旧：BRAVIA CORE） - 映画配信アプリ。PlayStation 5、XPERIA、ブラビアなどで使用できる。
- Crunchyroll - アニメ配信サービス。有料会員数は1200万人。
- ピュア・フリックス - 信仰、家族向け配信サービス。
- Sony LIV - インド向け配信サービス。有料会員数は3,300万人、月間アクティブユーザー数は1億1800万人。